# Реакція Толленса
Реакція Толленса (англ. Tollens reaction) — оксиметилювання аліфатичних і аліциклічних альдегідiв i кетонів при їх взаємодії з формальдегідом у присутності основ.
R–C(=O)CH2R + CH2O → R–C(=O)CHRCH2OH → R–C(=O)CR(CH2OH)2